# Demasiado Diego
Diego Gutiérrez
De cero
(2007)
Singles
1. Sabor salado
Sortie : 2006

Demasiado Diego est un album live de Diego Gutiérrez. Il a été enregistré lors d'un concert qu'a offert Diego dans le Centre Culturel Pablo de la Torriente Brau à La Havane, Cuba, comme partie intégrante de la série de récitals de trova appelés A guitarra limpia. Dans cet enregistrement nous pouvons écouter à ce auteur-compositeur-interprète avec un petit format acoustique et seulement avec sa guitare, en montrant ses chansons dans le plus pur style de la nueva trova.

## Liste des chansons
Toutes les chansons sont écrites par Diego Gutiérrez.
| No  | Titre                            | Durée |
| --- | -------------------------------- | ----- |
| 1.  | A guitarra limpia (Instrumental) | 0:37  |
| 2.  | Entre los flashes                | 3:34  |
| 3.  | La fiebre del oro                | 3:11  |
| 4.  | Brazos en cruz                   | 3:46  |
| 5.  | Ella cuenta la historia          | 2:51  |
| 6.  | Muchacha entre castillos         | 4:17  |
| 7.  | Felicidad                        | 3:45  |
| 8.  | Sorry                            | 3:34  |
| 9.  | Carta de Penélope a Odiseo       | 4:14  |
| 10. | A many splendored thing          | 2:27  |
| 11. | Sabor salado                     | 3:25  |
| 12. | Quién                            | 4:05  |
| 13. | El Cinematógrafo                 | 4:16  |
| 14. | Cuerda floja                     | 3:10  |
| 15. | En la Luna de Valencia           | 4:32  |
| 16. | Mando a distancia - Bonus track  | 2:27  |

## Crédits
- Diego Gutiérrez : voix, guitare acoustique (sur toutes les chansons)
- Duo IT : guitare électrique, guitare acoustique, chœurs
- Ariel Marrero : percussions
- Rochy et Hakely Nakao : chœurs
- Diego Gutiérrez : production musicale
- Centre Pablo de la Torriente Brau : production exécutive